# リトルボーイ

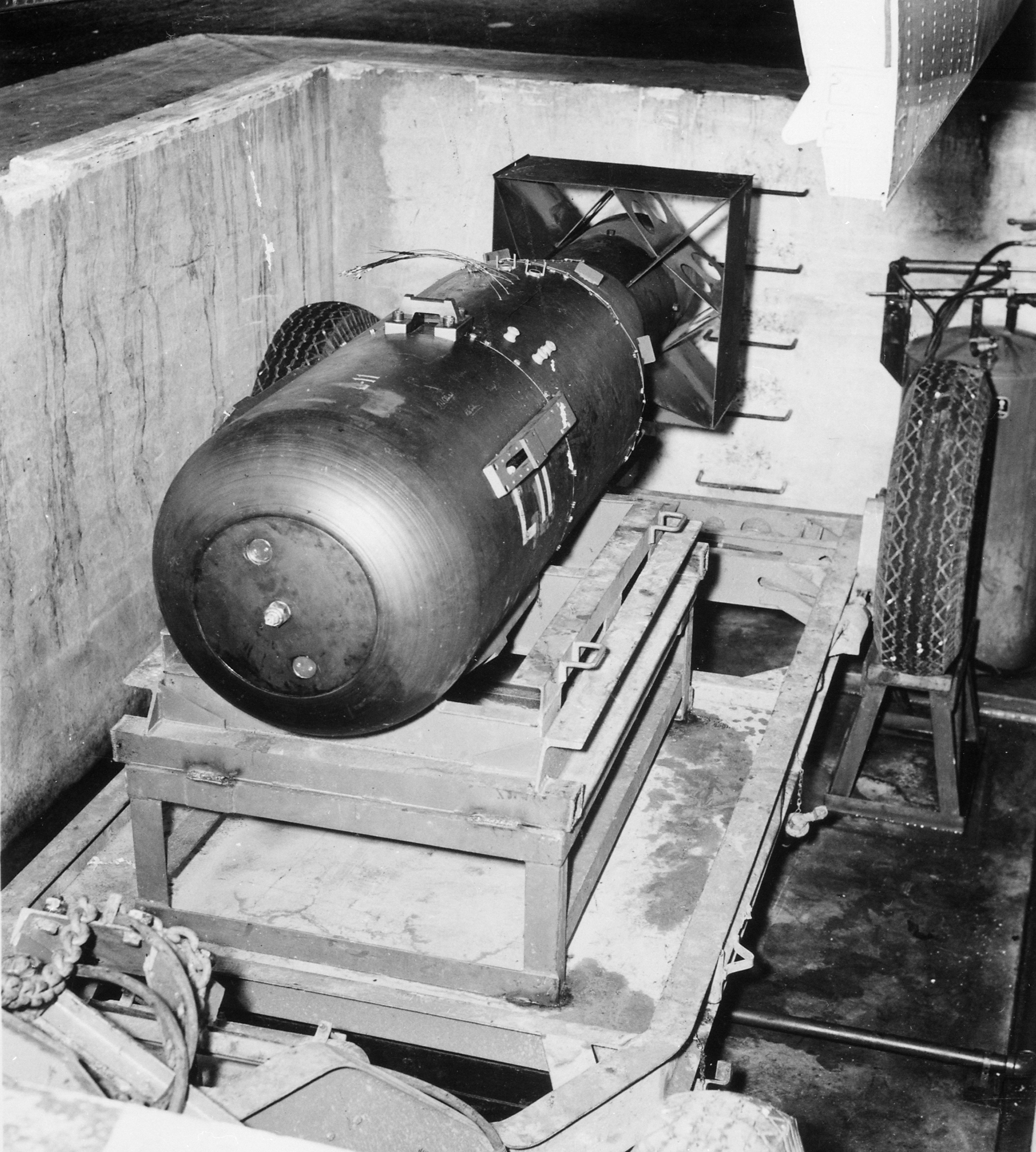
原子爆弾リトルボーイ（実物）

リトルボーイ（英: Little Boy）は、第二次世界大戦においてアメリカ軍が広島市に投下したガンバレル型原子爆弾（L11）のコードネーム。いわゆる「広島型原爆」である。
これは、人類史上初めて実戦で使用された核兵器であり、原子力災害（核実験、原発事故など）や自然災害（地震、台風、隕石衝突など）の規模を表記する際に、このリトルボーイを基準に「広島型原爆○個分」と換算されることもある。

## 概要

ガンバレル型核爆弾の構造

全長3.05 m、最大直径0.71 m、総質量4,400 kg。番号は Mk.1。ウラン235を用いており、二分されたパイプの両端に置かれたウラン235の塊の一方を火薬の爆発力でもう一方のウラン塊にぶつけ、臨界量を超過させて起爆するガンバレル型である。
積載されたウラン140ポンド (63.5 kg) のうち、1.38 %（876.3 g) が核分裂反応を起こしたと推定されている。

## 名称
原子爆弾のコードネームは、プルトニウム原子爆弾に付けられていた。ガンバレル方式・インプロージョン方式のそれぞれに、Mark 2「シンマン」とMark 3「ファットマン」とのコードネームが与えられた。これらの命名を行った人物は、ロバート・オッペンハイマーのかつての教え子で、自らもマンハッタン計画に参加したロバート・サーバーだった。サーバーはそれぞれの爆弾の外観に基づいて名前を選んでおり、Mark 2は細長い形状であったため、ダシール・ハメットの探偵小説『影なき男 （原題：The Thin Man）』とその映画化作品から着想を得て、「シンマン（Thin Man、痩せ男）」と命名された。シンマンの開発は1944年に中止されたが、リトルボーイはこのシンマンの寸法よりもさらに小形になったため、サーバーとは別の人物によってリトルボーイ（少年）と呼ばれるようになった。
日本語では、単に「リトルボーイ」と表記することもあるが、「少年」や「かわいい少年」、または「ちび」と翻訳されることもある。

## 核出力

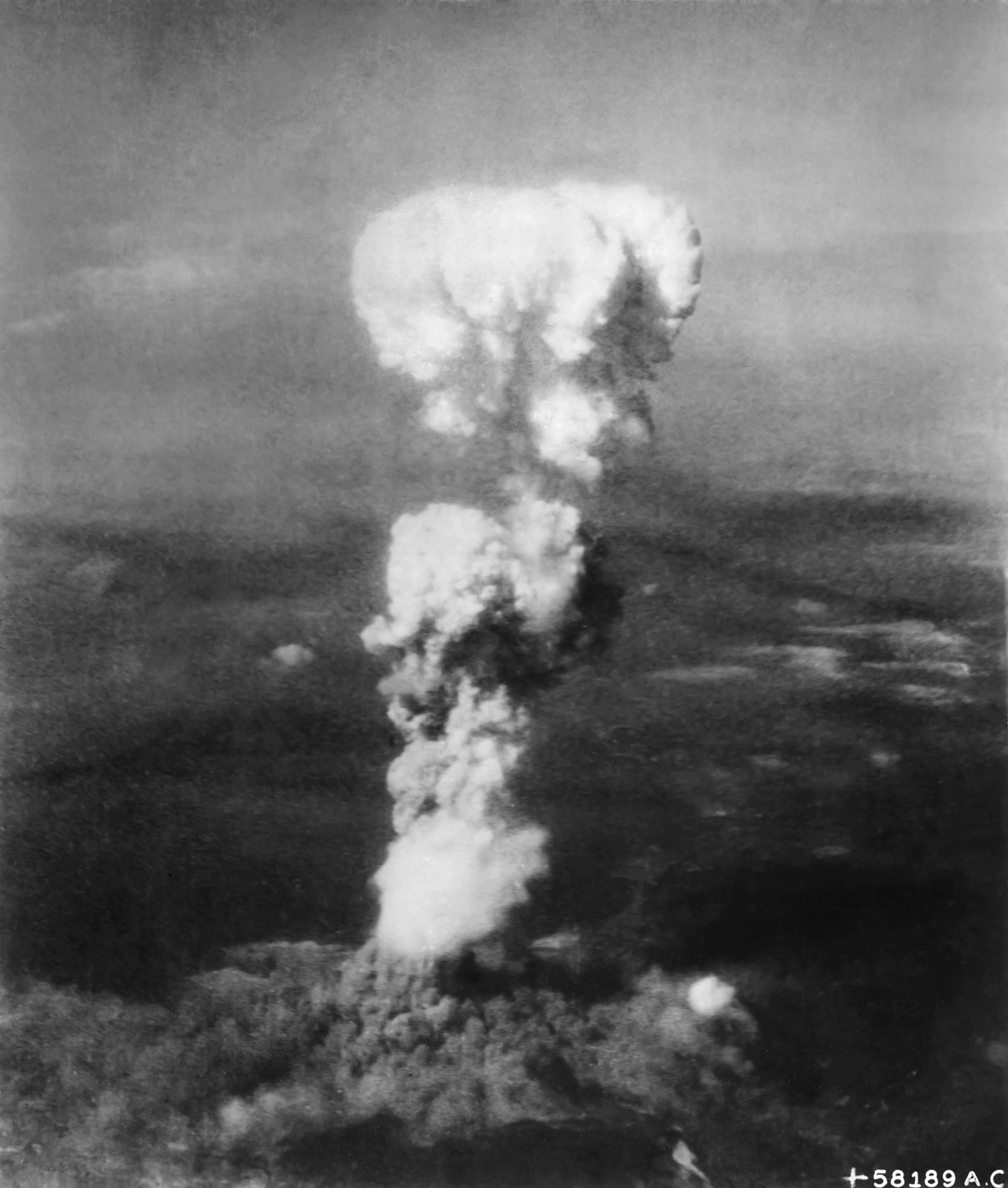
広島の原子雲、リトルボーイ（1945年8月6日）

現在では（2005年以降）、核出力の最良推定値は、TNT換算で16 kt ± 2 kt である。1TNT換算トン = 4.184×109 J なので、 6.694×1013 J ということになる。なお、長崎に投下されたファットマンの核出力は、21 kt ± 2 kt である。
核出力についての過去の数値は様々であった。
- エノラ・ゲイの点火装置設定担当だったウィルアム・パーソンズ（英語版）による視認による推定値：18 kt
- トルーマン大統領の発表：20 kt（パーソンズの推定値をスピーチライターが丸めたもの）
- 物理学者ウィリアム・ペニーらによる、広島の現地での測定による数値：12 kt±1 kt[10]
- 燃焼力に基づくもの：13.4 kt - 13.7 kt[11]
- 物理学者フレデリック・ライネスによる1953年の推定値：15 kt
- ロスアラモス国立研究所のジョン・マリク（John Malik）による1985年の推定値：15 kt（不確かさは20%）[12]（このMalikによる推定値は広範に引用されている。）

## 開発

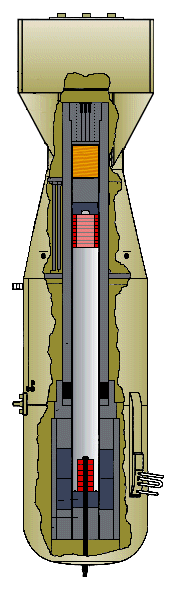
リトルボーイの動作構造。赤がウラン235。弾尾側にある黄色い火薬が爆発すると、円筒状のウランが弾頭側へ移動し、円柱状のウランにかぶさって一体化する

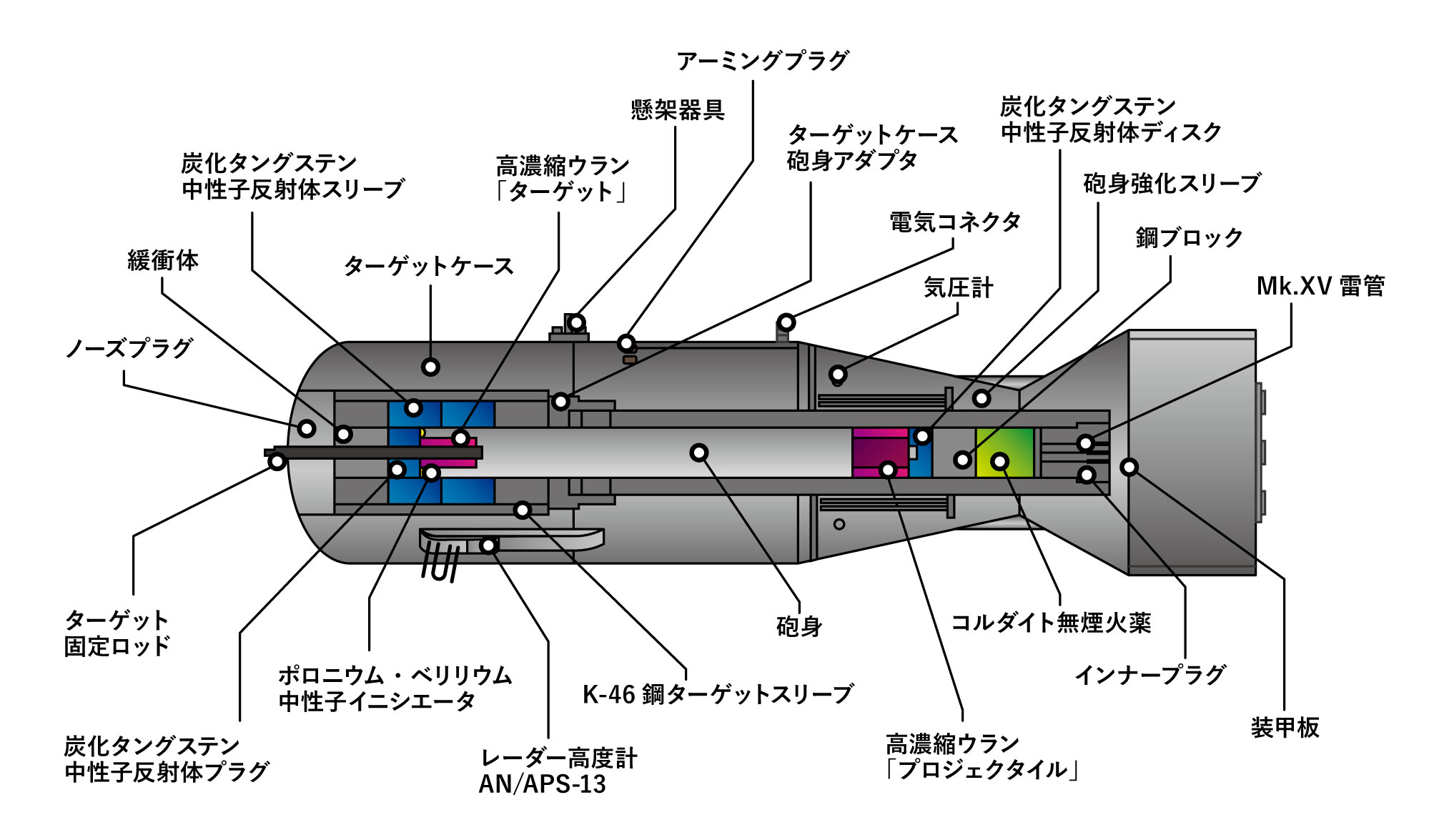
リトルボーイの構造。弾尾側にある緑色で示したコルダイト爆薬が爆発すると、紫色で示した円筒状のウランが弾頭側のウランに向かって移動することで核分裂の連鎖反応が始まり、爆発的な熱エネルギーが放出される。ウラン235の周囲には青色で示したタングステン製の中性子反射体が配置されており、核分裂の連鎖反応を仲介する中性子のうち、外側へ向かって逃げようとするものを再びウランのある内側に向かって反射させ、より多くのウランを核分裂させられる構造になっている

リトルボーイには核爆発を引き起こすための核分裂性物質としてウランが使用されている。ひとくちにウランと言っても、その原子核に含まれる中性子の数が異なる同位体が複数存在する。核兵器や原子炉の核燃料においては核分裂しやすいウラン235を必要とするが、天然に存在するウランは核分裂しにくいウラン238が約99.2 ％を占め、ウラン235の割合は約0.7 ％程度である。そのため濃縮と呼ばれる工程を経る事で、ウラン全体に対するウラン235の割合（同位体比）を高める必要がある。原子力発電所の原子炉（軽水炉）で用いられる核燃料においてははウラン235は約3 %～4 ％程度に濃縮されている一方、その程度では破壊的な核爆発を引き起こすことはできない。そのため核兵器においては90 %以上まで高める必要がある。リトルボーイで必要とされたウラン濃縮においては、ウラン238とウラン235の質量の差を利用したガス拡散法・熱拡散法・電磁濃縮法が利用された。
ガンバレル型の原子爆弾が「どのように設計されたのか」という詳細な情報は長く軍事機密扱いであり、情報公開されていなかった。今日では、ハーバード大学出身で地質学者のフランシス・バーチらが開発に当たったことが判明している。
一部に、リトルボーイは ナチス・ドイツ製、もしくはその複写であったのではないか、とする説がある。この説の説明として、アメリカがガンバレル型の開発をした経緯がなく、当初よりプルトニウムを用いた爆縮式（インプロージョン型）の実験を行っていた、とされることがある。
しかし、アメリカ合衆国が研究していた、原子爆弾の当初構想は「ガンバレル型」であり、原子爆弾の研究を行っていた世界のどの国においても、構造が比較的簡易であり、インプロージョン型よりも基本部分の製造が容易であるガンバレル型の研究が行われていた。実際に米国ではプルトニウム239を材料としたガンバレル型のシンマン（Mark 2）として開発が行われていた。ただしMark2の開発は難航し、実際に中断・放棄されている。これはプルトニウムの同位体の一つであるプルトニウム240が自発核分裂を引き起こしやすい性質を持っているため、構造上どうしても核分裂の進み具合（反応度）を加える効率がインプロージョン型に対して劣るガンバレル型では、核爆発を引き起こす十分な条件に達する前に核分裂連鎖反応を開始してしまい、その急激な発熱による小爆発で核物質が飛散するだけで終わってしまうという「過早爆発」を防ぐことができないためである。
米国および人類初の核爆弾稼働実験である「トリニティ実験」において使用された爆弾（ガジェット）もインプロージョン型である。では理論構造が単純であるとはいえ、取り扱いや安全性に疑問があり、実験実績のないガンバレル型を、なぜ投下第一号としたのか等の不明点が残るが、これもまた機密扱いであり明らかになっていない。リトルボーイ使用の3日後に長崎に投下されたファットマンは、トリニティ実験と同様の「プルトニウムを使用したインプロージョン型」である。
1943年頃、プルトニウムの過早反応が認識され、爆縮方式の設計がスタートする。1944年7月には、ほぼ全面的にプルトニウム爆縮式に開発努力は移行するが、トリニティ実験までは爆発成功の確信がなく、すでに爆弾設計としては完了しウラニウムの濃縮の進捗を待つのみとなっていたガンバレル型が予備として計画されたとされている。
大量のウラニウムを必要とするガンバレル型のリトルボーイの製造において、終戦間際にドイツ国内や潜水艦から押収されたウラニウムは使われなかったとする根拠はないが、量的には1939年の時点で カタンガ州（コンゴ）からおよそ一千トンが搬入されたウラニウム鉱石が原料の大部分を占めていた。

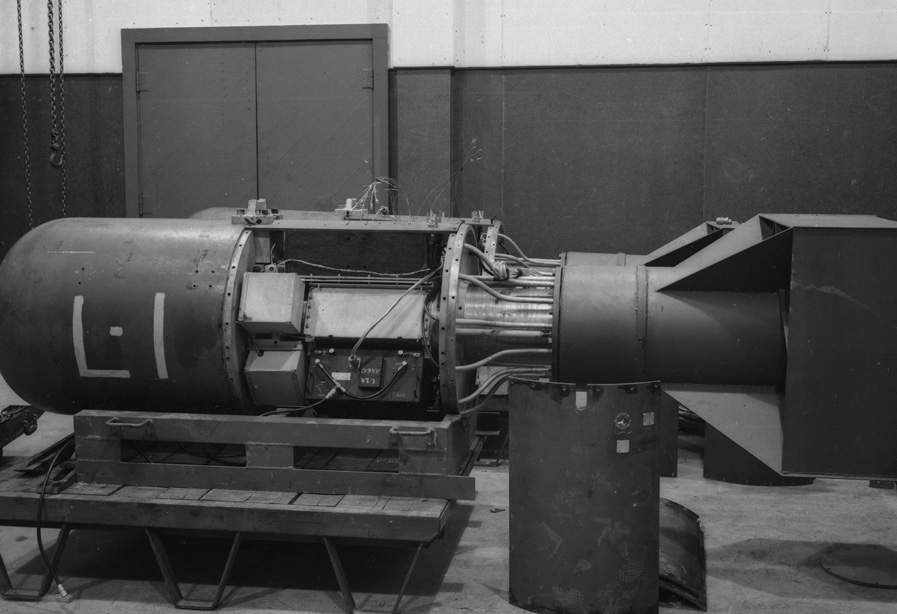
組み立て途中のリトルボーイ型L-1の内部構造。クロックボックス、レーダーユニット、バッテリーユニットなどがある。後方に並んでもう一個のリトルボーイがある。L-1は1945年7月23日、核物質ウランを積載しない状態で投下訓練に使用された。
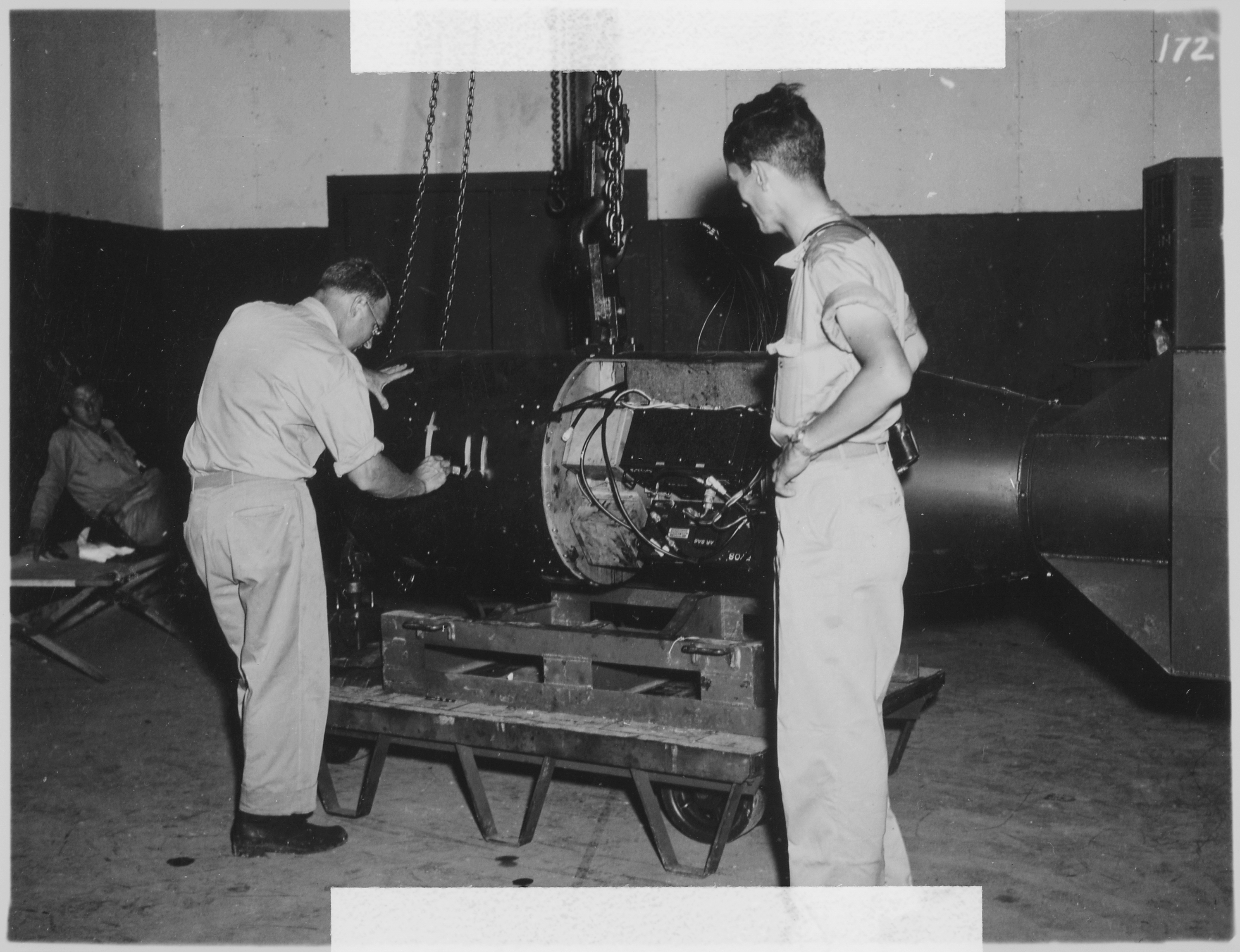
組み立て途中のリトルボーイ型L-11の内部構造。これが広島市へ投下された。L-11のマークを描いているのがフランシス・バーチ中佐、それを見守っている右側の人がノーマン・ラムゼー博士である。
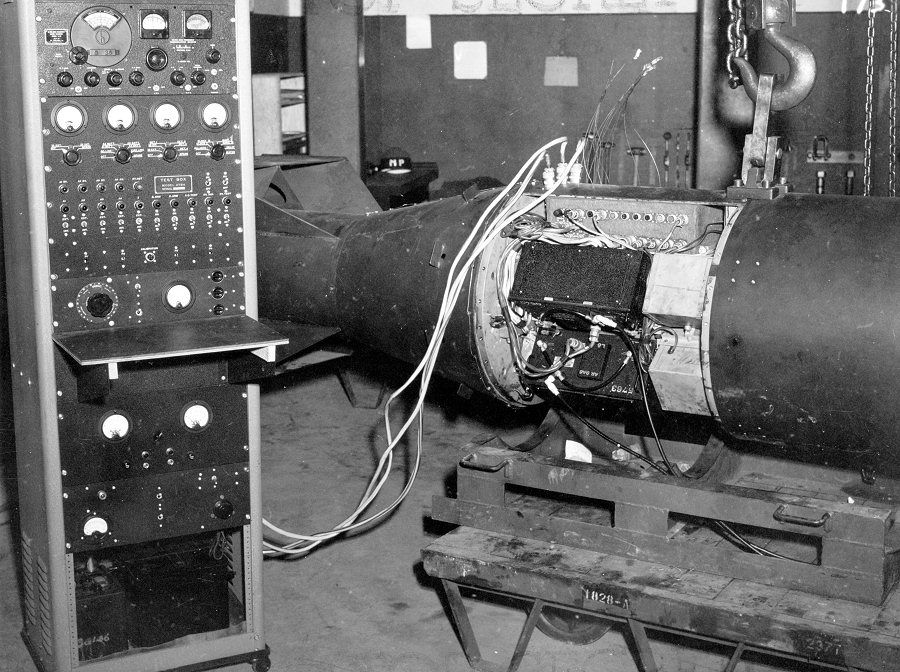
L-11を裏側から見たもの。クロックボックス、レーダーユニット、バッテリーユニットなどがある。

## 実験
1945年当時、この方式の検証のための核実験は行われていない。核実験による検証を経たのは、プルトニウムを使った爆縮方式のものが1945年7月16日、ニューメキシコ州アラモゴード近郊のアラモゴード爆撃試験場（現：ホワイトサンズ・ミサイル実験場内「トリニティ・サイト」）で行われたのみである。これは一般には、既にウラン235を使った核分裂試験が原子炉内で行われていた為に核爆発を伴う検証そのものが不要であったとされているが、実際はテストを行うことで高濃縮ウランが不足し、この方式の原子爆弾の戦線への投入に遅れが生じることを、アメリカ軍が心配したというのが真相のようである。

## 安全性

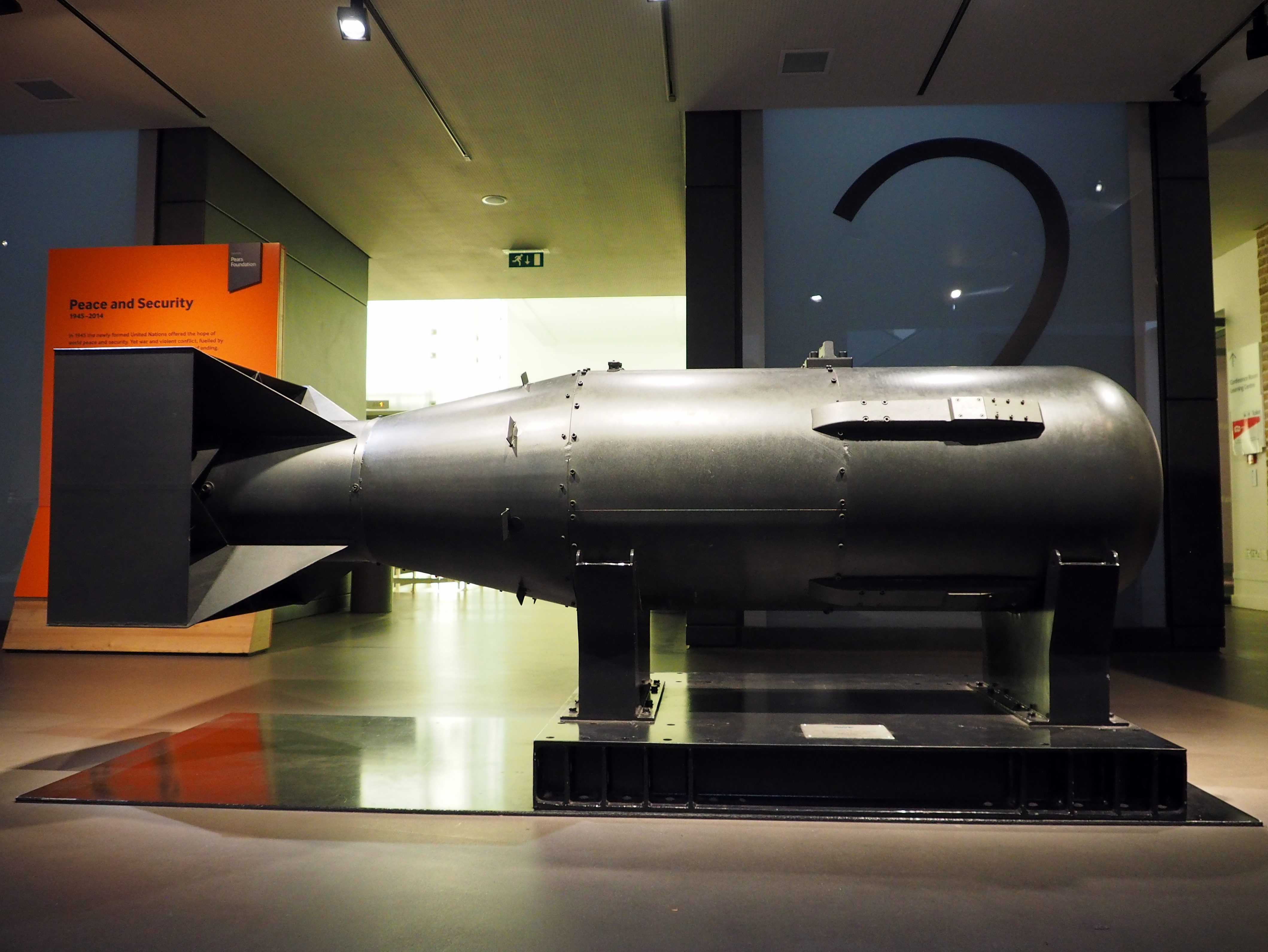
リトルボーイのレプリカ、帝国戦争博物館（2015年11月）

ガンバレル型の原子爆弾は、安全性に大きな問題があるため、アメリカ合衆国で作られなくなった。完成したガンバレル型の原子爆弾は、推進薬に点火すると、必ず核爆発を起こしてしまうため、フェイルセーフが存在しない。
そのため、爆弾を搭載したB-29が墜落したり、何かのミスで投下前に推進薬が点火したりするなど、万が一の場合に備え、爆撃機に兵器係として原爆の技術者を同乗させ、その者が投下の前に手作業で砲身内に推進薬（コルダイト火薬）を詰めこむという安全対策を取ったほどである。
たとえ推進薬が無くとも、爆撃機墜落の衝撃によって砲弾部が標的部に突入すれば、核爆発が起きる可能性が十分に高く、海中に墜落すれば、爆弾内に流入した水が減速材として働き、臨界状態になる可能性があった。このため海に落下すれば、周囲一帯を「危険地域」として閉鎖せざるをえなくなる。これらの危険性を回避できる安全装置の開発は不可能であるとされ、ガンバレル型自体が開発中止になる原因となった。

## 経緯
- 1945年：第二次世界大戦中にアメリカが立ち上げたマンハッタン計画に基づき、アメリカ国内で製造。
- 7月16日：サンフランシスコにて重巡洋艦インディアナポリスに積載され、日本本土への爆撃機の基地であるテニアン島へ向け出港。
- 7月25日：日本への原子爆弾投下を決定（しかし、トルーマン大統領が投下を承認した記録は無い）。
- 7月26日：テニアン島到着。
- 7月31日：リトルボーイ組立て完了。
- 8月5日：爆撃機への搭載完了。投下に用いられた爆撃機はB-29であり、機名はエノラ・ゲイと名付けられた。
- 8月6日午前8時15分（日本時間）：広島県広島市の上空高度9600 mから投下され、細工町（現：広島市中区大手町）の島病院上空約600 mで爆発した。

焼失面積13.2 km2、死者118,661人、負傷者82,807人、全焼全壊計61,820棟の被害をもたらした。爆心地の近くにあった広島県産業奨励館は、現在原爆ドームとして世界文化遺産に登録されている。
（原爆被害の詳細は広島市への原子爆弾投下を参照）